# Villa di Castello
La Villa di Castello és una de les vil·les dels Mèdici a Florència, Toscana. La vil·la va donar el seu nom al Plànol de Castello, un dels primers mapes de Manhattan dibuixat l'any 1660, el qual va ser trobat a la vil·la el 1900 i imprès el 1916.